# Anatoly Vlasov
Anatoly Alexandrovich Vlasov (em russo:  Анато́лий Алекса́ндрович Вла́сов; Balashov, Império Russo, 20 de agosto de 1908 — Moscou, República Socialista Federativa Soviética da Rússia, 22 de dezembro de 1975) foi um físico teórico russo. Proeminente nos campos da mecânica estatística, cinética e em especial física de plasmas.

## Biografia
Em 1927 entrou na Universidade Estatal de Moscou (MGU), obtendo a graduação em 1931. Após a graduação Vlasov continuou a trabalhar na MSU, onde passou o resto de sua vida, colaborando com os laureados com o Nobel Pyotr Kapitsa e Lev Landau, e com outros físicos de renome. Tornou-se Professor Pleno da MGU em 1944 e foi chefe do Departamento de Física Teórica da Faculdade de Física da MGU no período 1945—1953. 
Em 1970 recebeu o Prêmio Lenin.

## Pesquisa
Seus principais trabalhos são em óptica, física de plasmas, física dos cristais, teoria da gravitação e física estatística.

## Publicações selecionadas
- A. A. Vlasov (1961). Many-Particle Theory and Its Application to Plasma. Nova Iorque, Gordon and Breach. ISBN 0-677-20330-6; ISBN 978-0-677-20330-0.
- A. A. Vlasov (1966). Statistical Distribution Functions [em russo]. Nauka.
- A. A. Vlasov (1978). Nonlocal Statistical Mechanics [em russo]. Nauka, Moscou.